# Sapajus nigritus
Il cebo nero (Sapajus nigritus (Goldfuss, 1809)) è un primate platirrino della famiglia dei Cebidi.

## Descrizione
Rispetto all'affine e piuttosto simile Sapajus apella, il pelo presenta tonalità più scure (da cui il nome): al posto di registrare un progressivo inscurimento della tinta del pelo dal dorso verso le estremità (mani, coda, testa), pare piuttosto che gli animali portino uno scialle bruno scuro sulle spalle, mentre il posteriore, le braccia, la testa, la coda ed il basso ventre sono color cioccolata scuro.

## Biologia
Si tratta di animali diurni, arboricoli e sociali: vivono in gruppi di una decina d'individui, capitanati da un maschio dominante, il quale ha priorità riguardo all'accesso alle fonti di cibo (al quale possono accedere mentre il maschio dominante mangia anche i cuccioli e le sue femmine dilette) ed all'accoppiamento con le femmine in estro, che tuttavia spesso si accoppiano promiscuamente (a volte anche sotto costrizione) a sua insaputa anche coi maschi subordinati. Si nutrono principalmente di frutta, ma si tratta di scimmie estremamente opportuniste e qualora la frutta non sia sufficiente optano per insetti, uova ed occasionalmente anche piccoli vertebrati; mentre la frutta può venir divisa fra vari membri del gruppo, l'esemplare che riesce a catturare un animale tende a non dividere mai il bottino.

## Distribuzione e habitat
Vive in Brasile sud-orientale ed Argentina settentrionale.

## Tassonomia
Sono note tre sottospecie:
- Sapajus nigritus cucullatus
- Sapajus nigritus nigritus
- Sapajus nigritus robustus